# Azerbajdzsán a 2016. évi nyári olimpiai játékokon
Azerbajdzsán a brazíliai Rio de Janeiróban megrendezett 2016. évi nyári olimpiai játékok egyik részt vevő nemzete volt. Az országot az olimpián 14 sportágban 56 sportoló képviselte, akik összesen 18 érmet szereztek.

## Érmesek
| Érem  | Versenyző                | Sportág    | Versenyszám               |
| ----- | ------------------------ | ---------- | ------------------------- |
| Arany | Radik Isayev             | Taekwondo  | Férfi nehézsúly           |
| Ezüst | Toğrul Əsgərov           | Birkózás   | Férfi szabadfogás, 65 kg  |
| Ezüst | Xetaq Qazyumov           | Birkózás   | Férfi szabadfogás, 97 kg  |
| Ezüst | Mariya Stadnik           | Birkózás   | Női szabadfogás, 48 kg    |
| Ezüst | Rüstəm Orucov            | Cselgáncs  | Férfi könnyűsúly          |
| Ezüst | Elmar Qasımov            | Cselgáncs  | Férfi félnehézsúly        |
| Ezüst | Valentin Demyanenko      | Kajak-kenu | Férfi kenu egyes 200 m    |
| Ezüst | Lorenzo Sotomayor        | Ökölvívás  | Férfi kisváltósúly        |
| Bronz | Rəsul Çunayev            | Birkózás   | Férfi kötöttfogás, 66 kg  |
| Bronz | Sabah Shariati           | Birkózás   | Férfi kötöttfogás, 130 kg |
| Bronz | Hacı Əliyev              | Birkózás   | Férfi szabadfogás, 57 kg  |
| Bronz | Cəbrayıl Həsənov         | Birkózás   | Férfi szabadfogás, 74 kg  |
| Bronz | Şərif Şərifov            | Birkózás   | Férfi szabadfogás, 86 kg  |
| Bronz | Natalja Szinisin         | Birkózás   | Női szabadfogás, 53 kg    |
| Bronz | Inna Oszipenko-Radomszka | Kajak-kenu | Női kajak egyes 200 m     |
| Bronz | Kamran Shakhsuvarly      | Ökölvívás  | Férfi középsúly           |
| Bronz | Milad Beigi              | Taekwondo  | Férfi váltósúly           |
| Bronz | Patimat Abakarova        | Taekwondo  | Női légsúly               |

## Atlétika
Férfi
| Versenyző       | Versenyszám | Előfutam | Előfutam | Előfutam | Döntő   | Döntő    |
| Versenyző       | Versenyszám | Idő      | Hely.    | Össz.    | Idő     | Helyezés |
| --------------- | ----------- | -------- | -------- | -------- | ------- | -------- |
| Hayle İbrahimov | 5000 m      | 13:27,11 | 7.       | 19.      | kiesett | kiesett  |
| Evans Kiplagat  | Maraton     |          |          |          | 2:15:31 | 28.      |

| Versenyző     | Versenyszám | Selejtező | Selejtező | Döntő    | Döntő    |
| Versenyző     | Versenyszám | Eredmény  | Helyezés  | Eredmény | Helyezés |
| ------------- | ----------- | --------- | --------- | -------- | -------- |
| Nazim Babayev | Hármasugrás | 16,38 m   | 25.       | kiesett  | kiesett  |

Női
| Versenyző     | Versenyszám   | Selejtező | Selejtező | Döntő    | Döntő    |
| Versenyző     | Versenyszám   | Eredmény  | Helyezés  | Eredmény | Helyezés |
| ------------- | ------------- | --------- | --------- | -------- | -------- |
| Hanna Szkidan | Kalapácsvetés | 70,09 m   | 13.       | kiesett  | kiesett  |

## Birkózás

### Férfi
Kötöttfogású
| Versenyző        | Versenyszám | Selejtező                     | Nyolcaddöntő                    | Negyeddöntő                                     | Elődöntő                         | Vigaszág első kör               | Vigaszág elődöntő           | Bronz- mérkőzés                     | Döntő             | Helyezés |
| Versenyző        | Versenyszám | Ellenfél Eredmény             | Ellenfél Eredmény               | Ellenfél Eredmény                               | Ellenfél Eredmény                | Ellenfél Eredmény               | Ellenfél Eredmény           | Ellenfél Eredmény                   | Ellenfél Eredmény | Helyezés |
| ---------------- | ----------- | ----------------------------- | ------------------------------- | ----------------------------------------------- | -------------------------------- | ------------------------------- | --------------------------- | ----------------------------------- | ----------------- | -------- |
| Rövşən Bayramov  | 59 kg       | erőnyerő                      | Raiber Rodríguez (VEN) · 8–0    | Jesse Thielke (USA) · 9–0                       | Óta Sinobu (JPN) · 2–4 kétvállas |                                 |                             | Stig André Berge (NOR) · 1–1        |                   | 5.       |
| Rəsul Çunayev    | 66 kg       | Miguel Martínez (CUB) · 4–2   | Iszlam-Beka Albijev (RUS) · 3–2 | Tarek Aziz Benaissza (ALG) · 10–2 technikai tus | Migran Arutyunyan (ARM) · 1–4    |                                 |                             | Rju Hanszu (Ryu Han-su) (KOR) · 8–0 |                   |          |
| Elvin Mursaliyev | 75 kg       | Mahmoud Fawzy (EGY) · 2–1     | Doszhan Kartikov (KAZ) · 5–1    | Bácsi Péter (HUN) · 0–5                         | kiesett                          | kiesett                         | kiesett                     | kiesett                             | kiesett           | 7.       |
| Saman Tahmasebi  | 85 kg       | Davit Chakvetadze (RUS) · 0–3 |                                 |                                                 |                                  | Habibollah Akhlaghi (IRI) · 2–3 | kiesett                     | kiesett                             |                   | 13.      |
| Sabah Shariati   | 130 kg      | erőnyerő                      | Robby Smith (USA) · 8–2         | Rıza Kayaalp (TUR) · 0–5 kétvállas              |                                  |                                 | Erwin Caraballo (VEN) · 8–0 | Eduard Popp (GER) · kétvállas 5–0   |                   |          |

Szabadfogású
| Versenyző            | Versenyszám | Selejtező                  | Nyolcaddöntő                                    | Negyeddöntő                          | Elődöntő                          | Vigaszág első kör | Vigaszág elődöntő               | Bronz- mérkőzés                      | Döntő                             | Helyezés |
| Versenyző            | Versenyszám | Ellenfél Eredmény          | Ellenfél Eredmény                               | Ellenfél Eredmény                    | Ellenfél Eredmény                 | Ellenfél Eredmény | Ellenfél Eredmény               | Ellenfél Eredmény                    | Ellenfél Eredmény                 | Helyezés |
| -------------------- | ----------- | -------------------------- | ----------------------------------------------- | ------------------------------------ | --------------------------------- | ----------------- | ------------------------------- | ------------------------------------ | --------------------------------- | -------- |
| Hacı Əliyev          | 57 kg       | erőnyerő                   | Yun Jun-Sik (KOR) · 12–2 technikai tus          | Vladimer Khinchegashvili (GEO) · 3–5 |                                   |                   | Nuriszlam Szanajev (KAZ) · 10–8 | Vladimir Dubov (BUL) · kétvállas 5–4 |                                   |          |
| Toğrul Əsgərov       | 65 kg       | erőnyerő                   | Andrij Kvjatkovszkij (UKR) · 12–2 technikai tus | Frank Molinaro (USA) · 10–0          | Frank Chamizo (ITA) · 7–4         |                   |                                 |                                      | Szoszlan Ramonov (RUS) · 0–11     |          |
| Cəbrayıl Həsənov     | 74 kg       | erőnyerő                   | Carlos Izquierdo (COL) · 10–0                   | Iakob Makarashvili (GEO) · 11–0      | Anyiuar Gedujev (RUS) · 4–5       |                   |                                 | Bekzod Abdurakhmonov (UZB) · 9–7     |                                   |          |
| Şərif Şərifov        | 86 kg       | erőnyerő                   | Bi Shengfeng (CHN) · 10–0                       | Zbigniew Baranowski (POL) · 7–0      | Abdulrasid Szadulajev (RUS) · 1–8 |                   |                                 | Pedro Ceballos (VEN) · 5–1           |                                   |          |
| Xetaq Qazyumov       | 97 kg       | Radosław Baran (POL) · 3–0 | Reza Jazdáni (IRI) · 2–1                        | Mogamed Ibragimov (UZB) · 12–3       | Valerij Andrijcev (UKR) · 11–0    |                   |                                 |                                      | Kyle Frederick Snyder (USA) · 1–2 |          |
| Camaləddin Maqomedov | 125 kg      | erőnyerő                   | Tervel Dlagnev (USA) · 5–6                      | kiesett                              | kiesett                           | kiesett           | kiesett                         | kiesett                              | kiesett                           | 12.      |

### Női
Szabadfogású
| Versenyző        | Versenyszám | Selejtező         | Nyolcaddöntő                   | Negyeddöntő                    | Elődöntő                            | Vigaszág első kör | Vigaszág elődöntő           | Bronz- mérkőzés                | Döntő                   | Helyezés |
| Versenyző        | Versenyszám | Ellenfél Eredmény | Ellenfél Eredmény              | Ellenfél Eredmény              | Ellenfél Eredmény                   | Ellenfél Eredmény | Ellenfél Eredmény           | Ellenfél Eredmény              | Ellenfél Eredmény       | Helyezés |
| ---------------- | ----------- | ----------------- | ------------------------------ | ------------------------------ | ----------------------------------- | ----------------- | --------------------------- | ------------------------------ | ----------------------- | -------- |
| Mariya Stadnik   | 48 kg       | erőnyerő          | Patricia Bermúdez (ARG) · 10–0 | Iwona Matkowska (POL) · 10–0   | Elica Jankova (BUL) · kétvállas 6–0 |                   |                             |                                | Tószaka Eri (JPN) · 2–3 |          |
| Natalja Szinisin | 53 kg       | erőnyerő          | Josida Szaori (JPN) · 0–4      |                                |                                     |                   | Isabelle Sambou (SEN) · 4–0 | Betzabeth Argüello (VEN) · 2–1 |                         |          |
| Yuliya Ratkeviç  | 58 kg       | erőnyerő          | Oksana Herhel (UKR) · 7–5      | Jackeline Rentería (COL) · 7–3 | Icsó Kaori (JPN) · 0–10             |                   |                             | Marwa Amri (TUN) · 3–6         |                         | 5.       |

## Cselgáncs
Férfi
| Versenyző          | Versenyszám  | Selejtező         | 32-es főtábla                            | Nyolcaddöntő                              | Negyeddöntő                                        | Elődöntő                              | Vigaszág elődöntő                                  | Bronz- mérkőzés                       | Döntő                               | Helyezés |
| Versenyző          | Versenyszám  | Ellenfél Eredmény | Ellenfél Eredmény                        | Ellenfél Eredmény                         | Ellenfél Eredmény                                  | Ellenfél Eredmény                     | Ellenfél Eredmény                                  | Ellenfél Eredmény                     | Ellenfél Eredmény                   | Helyezés |
| ------------------ | ------------ | ----------------- | ---------------------------------------- | ----------------------------------------- | -------------------------------------------------- | ------------------------------------- | -------------------------------------------------- | ------------------------------------- | ----------------------------------- | -------- |
| Orkhan Safarov     | Légsúly      | erőnyerő          | Juan Postigos (PER) · 011(0)-000(2)      | Otar Bestayev (KGZ) · 110(2)-001(2)       | Felipe Kitadai (BRA) · 100(0)-000(0)               | Jeldosz Szmetov (KAZ) · 000(1)–010(3) |                                                    | Takató Naohisza (JPN) · 000(2)–000(0) |                                     | 5.       |
| Nijat Shikhalizada | Harmatsúly   | erőnyerő          | Sugoi Uriarte (ESP) · 001(2)-000(2)      | Fabio Basile (ITA) · 000(1)–110(1)        | kiesett                                            | kiesett                               |                                                    |                                       |                                     | 9.       |
| Rüstəm Orucov      | Könnyűsúly   | erőnyerő          | Didar Khamza (KAZ) · 000(2)-000(3)       | Jake Bensted (AUS) · 100(0)-000(1)        | Ungvári Miklós (HUN) · 010(3)-000(2)               | Sagi Muki (ISR) · 001(3)-000(3)       |                                                    |                                       | Óno Sóhei (JPN) · 000(0)–110(1)     |          |
| Mammadali Mehdiyev | Középsúly    | erőnyerő          | Kirill Gyenyiszov (RUS) · 100(2)-000(2)  | Tiago Camilo (BRA) · 011(3)-001(1)        | Kvak Tonghan (Gwak Dong-han) (KOR) · 000(4)–100(2) |                                       | Lkhagvasürengiin Otgonbaatar (MGL) · 000(0)–001(2) | kiesett                               |                                     | 7.       |
| Elmar Qasımov      | Félnehézsúly | erőnyerő          | Tagir Hajbulajev (RUS) · 011(1)-000(2)   | Lyes Bouyacoub (ALG) · 010(1)-010(2)      | Ramadan Darwish (EGY) · 100(0)-000(0)              | Artem Blosenko (UKR) · 100(0)-000(1)  |                                                    |                                       | Lukáš Krpálek (CZE) · 000(0)–100(0) |          |
| Ushangi Kokauri    | Nehézsúly    |                   | Artūrs Ņikiforenko (LAT) · 111(0)-000(2) | Haraszava Hiszajosi (JPN) · 000(0)–100(1) | kiesett                                            | kiesett                               |                                                    |                                       |                                     | 9.       |

## Evezés
Férfi
| Versenyző                         | Versenyszám  | Előfutam | Előfutam | Vigaszág | Vigaszág | Elődöntő | Elődöntő | Elődöntő | Döntő | Döntő   | Döntő | Helyezés |
| Versenyző                         | Versenyszám  | Idő      | Hely.    | Idő      | Hely.    | Típus    | Idő      | Hely.    | Típus | Idő     | Hely. | Helyezés |
| --------------------------------- | ------------ | -------- | -------- | -------- | -------- | -------- | -------- | -------- | ----- | ------- | ----- | -------- |
| Aleksandr Aleksandrov Boris Yotov | Kétpárevezős | 6:40,52  | 2.       | erőnyerő | erőnyerő | A/B      | 6:37,49  | 6.       | B     | 7:24,03 | 6.    | 12.      |

## Íjászat
Női
| Versenyző   | Versenyszám | Selejtező | Selejtező | 64-es főtábla                      | 32-es főtábla     | Nyolcaddöntő      | Negyeddöntő       | Elődöntő          | Döntő             | Helyezés |
| Versenyző   | Versenyszám | Pont      | Kiemelés  | Ellenfél Eredmény                  | Ellenfél Eredmény | Ellenfél Eredmény | Ellenfél Eredmény | Ellenfél Eredmény | Ellenfél Eredmény | Helyezés |
| ----------- | ----------- | --------- | --------- | ---------------------------------- | ----------------- | ----------------- | ----------------- | ----------------- | ----------------- | -------- |
| Olga Senyuk | Egyéni      | 623       | 37.       | Cao Huj (Cao Hui) (CHN)(28.) · 1-7 | kiesett           | kiesett           | kiesett           | kiesett           | kiesett           | 33.      |

## Kajak-kenu

### Gyorsasági
Férfi
| Versenyző           | Versenyszám      | Előfutam | Előfutam | Előfutam | Elődöntő | Elődöntő | Elődöntő | Döntő | Döntő  | Döntő    | Helyezés |
| Versenyző           | Versenyszám      | Idő      | Hely.    | Össz.    | Idő      | Hely.    | Össz.    | Típus | Idő    | Helyezés | Helyezés |
| ------------------- | ---------------- | -------- | -------- | -------- | -------- | -------- | -------- | ----- | ------ | -------- | -------- |
| Valentin Demyanenko | Kenu egyes 200 m | 39,749   | 1.       | 1.       | 40,298   | 2.       | 5.       | A     | 39,493 | 2.       |          |

Női
| Versenyző                | Versenyszám       | Előfutam | Előfutam | Előfutam | Elődöntő | Elődöntő | Elődöntő | Döntő | Döntő    | Döntő    | Helyezés |
| Versenyző                | Versenyszám       | Idő      | Hely.    | Össz.    | Idő      | Hely.    | Össz.    | Típus | Idő      | Helyezés | Helyezés |
| ------------------------ | ----------------- | -------- | -------- | -------- | -------- | -------- | -------- | ----- | -------- | -------- | -------- |
| Inna Oszipenko-Radomszka | Kajak egyes 200 m | 40,702   | 1.       | 5.       | 39,803   | 1.       | 2.       | A     | 40,401   | 3.       |          |
| Inna Oszipenko-Radomszka | Kajak egyes 500 m | 1:51,750 | 1.       | 1.       | 1:57,627 | 2.       | 9.       | A     | 1:56,573 | 8.       | 8.       |

### Szlalom
Férfi
| Versenyző   | Versenyszám | Selejtező | Selejtező | Selejtező | Selejtező | Selejtező     | Selejtező     | Elődöntő | Elődöntő | Döntő   | Döntő    |
| Versenyző   | Versenyszám | 1. futam  | 1. futam  | 2. futam  | 2. futam  | Jobb eredmény | Jobb eredmény | Elődöntő | Elődöntő | Döntő   | Döntő    |
| Versenyző   | Versenyszám | Pont      | Hely.     | Pont      | Hely.     | Pont          | Hely.         | Pont     | Hely.    | Pont    | Helyezés |
| ----------- | ----------- | --------- | --------- | --------- | --------- | ------------- | ------------- | -------- | -------- | ------- | -------- |
| Jure Meglič | Kajak egyes | 95,12     | 14.       | 90,70     | 8.        | 90,70         | 11.           | 145,00   | 14.      | kiesett | kiesett  |

## Kerékpározás

### Országúti kerékpározás
Férfi
| Versenyző     | Versenyszám   | Idő           | Helyezés      |
| ------------- | ------------- | ------------- | ------------- |
| Maksim Averin | Mezőnyverseny | nem ért célba | nem ért célba |

Női
| Versenyző        | Versenyszám   | Idő             | Helyezés |
| ---------------- | ------------- | --------------- | -------- |
| Yelena Pavluxina | Mezőnyverseny | 3:59:05 (+7:38) | 35.      |

### Pálya-kerékpározás
Sprintversenyek
| Versenyző      | Versenyszám | Selejtező | Selejtező | 1. forduló                 | Vigaszág                                               | Vigaszág | 2. forduló           | Vigaszág               | Vigaszág | 9–12. helyért          | 9–12. helyért | Negyeddöntő          | 5–8. helyért           | 5–8. helyért | Elődöntő             | Döntő                | Helyezés |
| Versenyző      | Versenyszám | Idő       | Hely.     | Ellenfél Győztes idő       | Ellenfelek Győztes idő                                 | Hely.    | Ellenfél Győztes idő | Ellenfelek Győztes idő | Hely.    | Ellenfelek Győztes idő | Hely.         | Ellenfél Győztes idő | Ellenfelek Győztes idő | Hely.        | Ellenfél Győztes idő | Ellenfél Győztes idő | Helyezés |
| -------------- | ----------- | --------- | --------- | -------------------------- | ------------------------------------------------------ | -------- | -------------------- | ---------------------- | -------- | ---------------------- | ------------- | -------------------- | ---------------------- | ------------ | -------------------- | -------------------- | -------- |
| Volha Panarina | Női egyéni  | 11,152    | 18.       | Becky James (GBR) · 11,377 | Anna Meares (AUS) · Laurine van Riessen (NED) · 11,716 | 2.       | kiesett              | kiesett                | kiesett  | kiesett                | kiesett       | kiesett              | kiesett                | kiesett      | kiesett              | kiesett              | 18.      |

Keirin
| Versenyző      | Versenyszám | 1. forduló | Vigaszág | 2. forduló | 7–12. helyért | Döntő    | Helyezés |
| Versenyző      | Versenyszám | Helyezés   | Helyezés | Helyezés   | Helyezés      | Helyezés | Helyezés |
| -------------- | ----------- | ---------- | -------- | ---------- | ------------- | -------- | -------- |
| Volha Panarina | Női         | 4.         | 4.       | kiesett    | kiesett       | kiesett  | 21.      |

## Ökölvívás
Férfi
| Versenyző             | Versenyszám     | Selejtező                        | Nyolcaddöntő                    | Negyeddöntő                        | Elődöntő                      | Döntő                              | Helyezés |
| Versenyző             | Versenyszám     | Ellenfél Eredmény                | Ellenfél Eredmény               | Ellenfél Eredmény                  | Ellenfél Eredmény             | Ellenfél Eredmény                  | Helyezés |
| --------------------- | --------------- | -------------------------------- | ------------------------------- | ---------------------------------- | ----------------------------- | ---------------------------------- | -------- |
| Rufat Huseynov        | Papírsúly       | Mathias Hamunyela (NAM) · 0-3    | kiesett                         | kiesett                            | kiesett                       | kiesett                            | 17.      |
| Elvin Məmişzadə       | Légsúly         | erőnyerő                         | Olzhas Sattybayev (KAZ) · 3-0   | Shakhobidin Zoirov (UZB) · 0-3     | kiesett                       | kiesett                            | 5.       |
| Javid Chalabiyev      | Harmatsúly      | Kayrat Yeraliyev (KAZ) · 1-2     | kiesett                         | kiesett                            | kiesett                       | kiesett                            | 17.      |
| Albert Szelimov       | Könnyűsúly      | erőnyerő                         | David Joyce (IRL) · 3-0         | Sofiane Oumiha (FRA) · 0-3         | kiesett                       | kiesett                            | 5.       |
| Lorenzo Sotomayor     | Kisváltósúly    | Volodymyr Matviichuk (UKR) · 3-0 | Hassan Amzile (FRA) · 2-1       | Yasnier Toledo (CUB) · 3-0         | Artem Harutyunyan (GER) · 3-0 | Fazliddin Gʻoibnazarov (UZB) · 1-2 |          |
| Parviz Baghirov       | Váltósúly       | erőnyerő                         | Souleymane Cissokho (FRA) · 0-3 | kiesett                            | kiesett                       | kiesett                            | 9.       |
| Kamran Shakhsuvarly   | Középsúly       | Zhao Minggang (CHN) · 3-0        | Artyom Chebotaryov (RUS) · 2-1  | Zhanibek Alimkhanuly (KAZ) · 2-1   | Arlen López (CUB) · 0-3       | kiesett                            |          |
| Teymur Məmmədov       | Félnehézsúly    | Denys Solonenko (UKR) · 3-0      | Peter Müllenberg (NED) · 3-0    | Agyilbek Nyijazimbetov (KAZ) · 0-3 | kiesett                       | kiesett                            | 5.       |
| Abdulkadir Abdullayev | Nehézsúly       | erőnyerő                         | Paul Omba-Biongolo (FRA) · RSC  | Rustam Tulaganov (UZB) · 0-3       | kiesett                       | kiesett                            | 5.       |
| Məhəmmədrəsul Məcidov | Szupernehézsúly | Mohamed Arjaoui (MAR) · 3-0      | Ivan Dicsko (KAZ) · 0-3         | kiesett                            | kiesett                       | kiesett                            | 9.       |

Női
| Versenyző       | Versenyszám | Selejtező         | Negyeddöntő                           | Elődöntő          | Döntő             | Helyezés |
| Versenyző       | Versenyszám | Ellenfél Eredmény | Ellenfél Eredmény                     | Ellenfél Eredmény | Ellenfél Eredmény | Helyezés |
| --------------- | ----------- | ----------------- | ------------------------------------- | ----------------- | ----------------- | -------- |
| Yana Alekseevna | Könnyűsúly  | erőnyerő          | Jin Csün-hua (Yin Junhua) (CHN) · 0-3 | kiesett           | kiesett           | 5.       |

## Sportlövészet
Férfi
| Versenyző    | Versenyszám          | Selejtező | Selejtező | Döntő   | Döntő    |
| Versenyző    | Versenyszám          | Pont      | Helyezés  | Pont    | Helyezés |
| ------------ | -------------------- | --------- | --------- | ------- | -------- |
| Ruslan Lunev | Gyorstüzelő pisztoly | 575       | 15.       | kiesett | kiesett  |
| Ruslan Lunev | Légpisztoly          | 577       | 15.       | kiesett | kiesett  |

## Taekwondo
Férfi
| Versenyző    | Versenyszám | Nyolcaddöntő                  | Negyeddöntő                              | Elődöntő                     | Vigaszág elődöntő | Bronz- mérkőzés             | Döntő                       | Helyezés |
| Versenyző    | Versenyszám | Ellenfél Eredmény             | Ellenfél Eredmény                        | Ellenfél Eredmény            | Ellenfél Eredmény | Ellenfél Eredmény           | Ellenfél Eredmény           | Helyezés |
| ------------ | ----------- | ----------------------------- | ---------------------------------------- | ---------------------------- | ----------------- | --------------------------- | --------------------------- | -------- |
| Milad Beigi  | Váltósúly   | Ismaël Coulibaly (MLI) · 13-6 | Mahdi Khodabakhshi (IRI) · 17-5          | Lutalo Muhammad (GBR) · 7-12 |                   | Piotr Paziński (POL) · 12-0 |                             |          |
| Radik Isayev | Nehézsúly   | Ruslan Zhaparov (KAZ) · 11-2  | Csha Dongmin (Cha Dong-min) (KOR) · 12-8 | Mahama Cho (GBR) · 4-1       |                   |                             | Abdoul Issoufou (NIG) · 6-2 |          |

Női
| Versenyző         | Versenyszám | Nyolcaddöntő                  | Negyeddöntő                     | Elődöntő                        | Vigaszág elődöntő                   | Bronz- mérkőzés           | Döntő             | Helyezés |
| Versenyző         | Versenyszám | Ellenfél Eredmény             | Ellenfél Eredmény               | Ellenfél Eredmény               | Ellenfél Eredmény                   | Ellenfél Eredmény         | Ellenfél Eredmény | Helyezés |
| ----------------- | ----------- | ----------------------------- | ------------------------------- | ------------------------------- | ----------------------------------- | ------------------------- | ----------------- | -------- |
| Patimat Abakarova | Légsúly     | Tijana Bogdanović (SRB) · 2-3 |                                 |                                 | Vu Csing-jü (Wu Jingyu) (CHN) · 4-3 | Yasmina Aziez (FRA) · 7-2 |                   |          |
| Fəridə Əzizova    | Váltósúly   | Paige McPherson (USA) · 6-5   | Nigora Tursunkulova (UZB) · 5-1 | O Hjeri (Oh Hye-ri) (KOR) · 5-6 |                                     | Ruth Gbagbi (CIV) · 1-7   |                   | 5.       |

## Torna
Férfi
| Versenyző     | Versenyszám      | Selejtező | Selejtező | Döntő    | Döntő    |
| Versenyző     | Versenyszám      | Pontszám  | Helyezés  | Pontszám | Helyezés |
| ------------- | ---------------- | --------- | --------- | -------- | -------- |
| Petro Paxnyuk | Talaj            | 14,133    | 41.       | kiesett  | kiesett  |
| Petro Paxnyuk | Korlát           | 14,166    | 51.       | kiesett  | kiesett  |
| Petro Paxnyuk | Nyújtó           | 13,783    | 50.       | kiesett  | kiesett  |
| Petro Paxnyuk | Gyűrű            | 13,600    | 59.       | kiesett  | kiesett  |
| Petro Paxnyuk | Lólengés         | 14,233    | 35.       | kiesett  | kiesett  |
| Petro Paxnyuk | Egyéni összetett | 84,215    | 34.       | kiesett  | kiesett  |
| Oleh Sztepko  | Talaj            | 13,900    | 50.       | kiesett  | kiesett  |
| Oleh Sztepko  | Korlát           | 15,300    | 18.       | kiesett  | kiesett  |
| Oleh Sztepko  | Nyújtó           | 13,600    | 57.       | kiesett  | kiesett  |
| Oleh Sztepko  | Gyűrű            | 14,033    | 47.       | kiesett  | kiesett  |
| Oleh Sztepko  | Lólengés         | 14,975    | 13.       | kiesett  | kiesett  |
| Oleh Sztepko  | Egyéni összetett | 86,208    | 20.       | 79,081   | 22.      |

### Ritmikus gimnasztika
| Versenyző      | Versenyszám | Selejtező | Selejtező | Selejtező | Selejtező | Selejtező | Selejtező | Selejtező | Selejtező | Selejtező | Selejtező | Döntő  | Döntő  | Döntő  | Döntő | Döntő    | Döntő    | Döntő  | Döntő  | Döntő    | Döntő    | Helyezés |
| Versenyző      | Versenyszám | Karika    | Karika    | Labda     | Labda     | Buzogány  | Buzogány  | Szalag    | Szalag    | Összesen  | Összesen  | Karika | Karika | Labda  | Labda | Buzogány | Buzogány | Szalag | Szalag | Összesen | Összesen | Helyezés |
| Versenyző      | Versenyszám | Pont      | Hely.     | Pont      | Hely.     | Pont      | Hely.     | Pont      | Hely.     | Pont      | Hely.     | Pont   | Hely.  | Pont   | Hely. | Pont     | Hely.    | Pont   | Hely.  | Pont     | Hely.    | Helyezés |
| -------------- | ----------- | --------- | --------- | --------- | --------- | --------- | --------- | --------- | --------- | --------- | --------- | ------ | ------ | ------ | ----- | -------- | -------- | ------ | ------ | -------- | -------- | -------- |
| Marina Durunda | Egyéni      | 17,466    | 11.       | 17,466    | 13.       | 17,683    | 8.        | 17,733    | 7.        | 70,348    | 8.        | 16,950 | 10.    | 17,541 | 9.    | 17,716   | 6.       | 17,541 | 6.     | 69,748   | 9.       | 9.       |

## Triatlon
| Versenyző         | Versenyszám | 1,5 km úszás | Depózás 1 | 40 km kerékpározás | Depózás 2 | 10 km futás | Összesítés | Összesítés |
| Versenyző         | Versenyszám | Idő          | Idő       | Idő                | Idő       | Idő         | Idő        | Helyezés   |
| ----------------- | ----------- | ------------ | --------- | ------------------ | --------- | ----------- | ---------- | ---------- |
| Rostislav Pevtsov | Férfi       | 18:14        | 0:51      | 59:32              | 0:42      | 32:47       | 1:52:06    | 39.        |

## Úszás
Férfi
| Versenyző      | Versenyszám | Előfutam | Előfutam | Előfutam | Elődöntő | Elődöntő | Elődöntő | Döntő   | Döntő    |
| Versenyző      | Versenyszám | Idő      | Hely.    | Össz.    | Idő      | Hely.    | Össz.    | Idő     | Helyezés |
| -------------- | ----------- | -------- | -------- | -------- | -------- | -------- | -------- | ------- | -------- |
| Boris Kirillov | 200 m hát   | 2:05,01  | 3.       | 26.      | kiesett  | kiesett  | kiesett  | kiesett | kiesett  |

Női
| Versenyző         | Versenyszám | Előfutam | Előfutam | Előfutam | Elődöntő | Elődöntő | Elődöntő | Döntő   | Döntő    |
| Versenyző         | Versenyszám | Idő      | Hely.    | Össz.    | Idő      | Hely.    | Össz.    | Idő     | Helyezés |
| ----------------- | ----------- | -------- | -------- | -------- | -------- | -------- | -------- | ------- | -------- |
| Fatima Alkaramova | 100 m gyors | 59,43    | 3.       | 41.      | kiesett  | kiesett  | kiesett  | kiesett | kiesett  |

## Vívás
Női
| Versenyző     | Versenyszám  | Selejtező         | 32-es főtábla             | Nyolcaddöntő      | Negyeddöntő       | Elődöntő          | Bronz- mérkőzés   | Döntő             | Helyezés |
| Versenyző     | Versenyszám  | Ellenfél Eredmény | Ellenfél Eredmény         | Ellenfél Eredmény | Ellenfél Eredmény | Ellenfél Eredmény | Ellenfél Eredmény | Ellenfél Eredmény | Helyezés |
| ------------- | ------------ | ----------------- | ------------------------- | ----------------- | ----------------- | ----------------- | ----------------- | ----------------- | -------- |
| Səbinə Mikina | Kard, egyéni | erőnyerő          | Azza Besbes (TUN) · 12-15 | kiesett           | kiesett           | kiesett           | kiesett           | kiesett           | 23.      |